# Bronisław Olszewski
Bronisław Józef Olszewski herbu Lis (ur. 2 lipca 1874 we Lwowie, zm. 24 grudnia 1959) – polski malarz i pedagog.

## Życiorys
Urodził się w rodzinie Józefa Olszewskiego i Pauliny z Weissmanów, jego bratem był Marian Kazimierz Olszewski, zaś synem Przemysław Olszewski.
Do gimnazjum uczęszczał we Lwowie. Od najwcześniejszych lat wykazywał uzdolnienia plastyczne, ale na życzenie ojca podjął studia prawnicze na Wydziale Prawa Uniwersytetu Lwowskiego, które ukończył w 1896. Dorywczo studiował również filozofię ścisłą, przyrodę i historię sztuki w Berlinie. W roku akademickim 1899/1900 studiował na Wydziale Filozoficznym UJ i uczęszczał na wykłady z filozofii, historii sztuki i literatury. Malarstwa uczył się na kursach wakacyjnych w Nagy Banya u S. Hollosy'ego, a także w Akademii Sztuk Pięknych w Krakowie (1896/97 – szkoła Józefa Unierzyskiego, 1899/1900 i 1903/94 szkoła Jacka Malczewskiego i Leona Wyczółkowskiego) oraz w Monachium i Paryżu. Dużo podróżował po Francji, Szwajcarii, Niemczech, Austrii.
W 1905 roku złożył w Wiedniu nauczycielski egzamin państwowy uprawniający do nauczania rysunku i geometrii wykreślnej. W roku 1909 osiadł na stałe w Krakowie i podjął pracę nauczyciela w szkołach średnich. Wielokrotnie brał udział w wystawach Towarzystwa Przyjaciół Sztuk Pięknych w Krakowie. W roku 1913 eksponował swoje prace na wystawie w Monachium. Początkowo malował głównie portrety pozostając pod wpływem Jacka Malczewskiego (Portret tęskliwy, Portret kobiety), Stanisława Wyspiańskiego (Huculski chłopiec) oraz Leona Wyczółkowskiego (Kobieta w kapeluszu). Z czasem wyzwolił się spod tych wpływów. Kładł nacisk na oddanie psychicznego wyrazu swoich modeli (Ruski starzec, Wiejski dziadek, Portret żony, Portret poety Ruffera, Portret Mariana).
W 1914 roku zorganizował i prowadził Instytut Rysunków w Krakowie oraz założył Stowarzyszenie Nauczycieli Rysunków. Wygłaszał odczyty z historii sztuki, pisał artykuły z zakresu krytyki artystycznej. W roku 1920 odbyła się w Krakowie wystawa indywidualna Oleszewskiego. W latach 1923–25 mieszkał w Zakopanem, gdzie nauczał rysunku i założył Szkołę Malarstwa, która jako Liceum Plastyczne funkcjonuje do dziś.
Z tego okresu, a także kolejnych wakacji spędzanych na Podhalu pochodzi wiele pejzaży (Giewont o zachodzie słońca, Capie Stawki, Stare domy w Lanckoronie, Szczebel z Mszany Dolnej, Urwisko nad Dunajcem, Kamienisko nad Rabą, Mszana Dolna, Panorama Tatr). Z czasem paleta barw, początkowo ciemna, znacznie się rozjaśniła, wzrosły jej walory dekoracyjne (Mosiężne włosy, autoportrety). Sporo czasu poświęcał studiom nad zagadnieniami kolorystyki zestawieniami barw, a także budową obrazu w oparciu o strukturę materii malarskiej. Jest to widoczne szczególnie w obrazach: Wisła i Wawel, Akt na macie, Akt na tle okna, Półakt z czerwoną opaską. Malował również kompozycje symboliczne (Przez cierpienie, Zwiastowanie). Obrazy te są trudno czytelne, malowane w nastroju pesymistycznym. W wielu kompozycjach widoczne są wpływy sztuki afrykańskiej (Hasło) i prymitywów.
Olszewski pracował w Związku Plastyków w Krakowie (przez 12 lat był członkiem Zarządu), działał również w Towarzystwie Przyjaciół Sztuk Pięknych w Krakowie. Zainicjował i organizował budowę Domu Plastyka. Przewodniczył grupie artystycznej Motyw. Wystawiał swoje prace w Monachium (1913), Wilnie, Morawskiej Ostrawie, Wielkich Hajdukach (1927), we Lwowie (1927) i w Paryżu (1937).
Olszewski pieczołowicie przechowywał spuściznę po swoim młodszym, przedwcześnie zmarłym bracie – Marianie. Uporządkował ją i napisał broszurę „Marian Olszewski. Wytyczne działalności" (1939). Sporządził spisy prac artystycznych, publicystycznych i bibliografię prac brata („Malarza wypowiedzi o sztuce i życiu", „Wykaz prac publicystycznych", Kraków 1956 mszp. W Bibliotece Jagiellońskiej, Pisma Bronisława Olszewskiego o Marianie Olszewskim w bibliotece Ossolińskich (rkp 13.344/11). Równocześnie zajmował się psychologią sztuki i estetyki oraz twórczości i myślenia. W Towarzystwie Filozoficznym, z którym współpracował wygłaszał referaty (Rozmyślania o natchnieniu opublikowane w Kwartalniku Filozoficznym, t. 18/1949 s. 31-72, 321-2).
W pełni aktywny do końca życia pisał i malował. Tuż przed śmiercią zakończył rozprawę „Udział przystosowania w myśleniu" (niedrukowana). Obrazy z ostatnich lat życia świadczą o wzroście pierwiastków intelektualnych w jego malarstwie (Wezbrania, Poznawanie przestrzeni, Przyroda ujarzmiona).
Zmarł w Krakowie i został pochowany na cmentarzu na Salwatorze. Z małżeństwa ze Stanisławą Anną Dundaczkówną, córką Franciszka Dundaczka i Petronelli Katarzyny Oksza Strzeleckiej, miał jedynego syna Przemysława.
Pośmiertne wystawy jego prac odbyły się w Towarzystwie Przyjaciół Sztuk Pięknych w Krakowie (1961), w Reszlu (1963), Zakopanem (1970), Olsztynie (2004, 2005). Kilkadziesiąt rysunków znajduje się w posiadaniu Biblioteki Narodowej, a ponad 150 obrazów syn przekazał do Muzeum Podkarpackiego w Krośnie. Przemysław Olszewski przekazał łącznie 173 obrazy swego ojca i stryja Mariana.

## Wybrane prace
- Bronisław Olszewski – Portret (rysunek)
- Bronisław Olszewski – Portret (rysunek)
- Bronisław Olszewski – Portret syna Przemysława, ok. 1925 r. (olej na tekturze 35x33 cm)
- Bronisław Olszewski – Kościół św. Anny w Krakowie (rysunek 20x14,5 cm)
- Bronisław Olszewski – Wiejski dziadek (olej na płótnie 70x90 cm)
- Bronisław Olszewski – Zadumany starzec (rysunek)
- Bronisław Olszewski – Portret wiejskiej staruszki (tempera 40x23 cm)
- Bronisław Olszewski – Senna (rysunek)
- Bronisław Olszewski – Spozierająca na rękę (rysunek)
- Bronisław Olszewski – Portret żony Stanisławy Anny (olej na tekturze 70x37 cm)
- Bronisław Olszewski – Autoportret z 1907 r. (olej na tekturze 30x20 cm)